# اكيرا هيراموتو
اكيرا هيراموتو (باليابانية: 平本 アキラ) مانغاكا ياباني، ولد عام 1976 في محافظة أوكيناوا، اليابان.

## أعماله
- بريزون سكول (باليابانية: 監獄学園)

## روابط خارجية
- اكيرا هيراموتو على موقع ANN person (الإنجليزية)